# Liste der Schwimmeuroparekorde über 50 Meter Freistil
Die Schwimmeuroparekorde über 50 Meter Freistil sind die besten in der Schwimmdisziplin 50 m Freistil  von Europäern geschwommenen Zeiten. Sie werden vom europäischen Schwimmverband LEN anerkannt. Europarekorde werden getrennt für Langbahnen (50 m) und Kurzbahnen (25 m) und getrennt für Männer und Frauen geführt. Im Folgenden wird die Europarekord-Entwicklung seit dem jeweils ersten anerkannten Europarekord aufgelistet.

## Langbahneuroparekorde Männer
| Nr. | Sportler           | Nation                          | Zeit     | Datum           | Ort         |
| --- | ------------------ | ------------------------------- | -------- | --------------- | ----------- |
| 1   | Dano Halsall       | Schweiz                         | 00:22,52 | 21. Juli 1985   | Bellinzona  |
| 2   | Jörg Woithe        | Deutsche Demokratische Republik | 00:22,47 | 28. August 1987 | München     |
| 3   | Nils Rudolph       | Deutschland                     | 00:22,33 | 24. August 1991 | Athen       |
| 4   | Alexander Popow    | GUS                             | 00:22,31 | 30. Mai 1992    | Canet       |
| 5   | Alexander Popow    | Vereintes Team                  | 00:22,21 | 30. Juli 1992   | Barcelona   |
| 6   | Alexander Popow    | Vereintes Team                  | 00:21,91 | 30. Juli 1992   | Barcelona   |
| 7   | Alexander Popow    | Russland                        | 00:21,64 | 16. Juni 2000   | Moskau      |
| 8   | Alain Bernard      | Frankreich                      | 00:21,50 | 23. März 2008   | Eindhoven   |
| 9   | Amaury Leveaux     | Frankreich                      | 00:21,38 | 26. April 2008  | Dünkirchen  |
| 10  | Frédérick Bousquet | Frankreich                      | 00:20,94 | 26. April 2009  | Montpellier |

(Diese Liste ist noch unvollständig)

## Langbahneuroparekorde Frauen
| Nr. | Sportler                  | Nation      | Zeit     | Datum              | Ort            |
| --- | ------------------------- | ----------- | -------- | ------------------ | -------------- |
| 1   | Annemarie Verstappen      | Niederlande | 00:25,64 | 09. Juli 1983      | Amersfoort     |
| 2   | Tamara Costache           | Rumänien    | 00:25,50 | 14. Juni 1986      | Bukarest       |
| 3   | Tamara Costache           | Rumänien    | 00:25,34 | 14. Juni 1986      | Bukarest       |
| 4   | Tamara Costache           | Rumänien    | 00:25,31 | 01. August 1986    | Sofia          |
| 5   | Tamara Costache           | Rumänien    | 00:25,28 | 23. August 1986    | Madrid         |
| 6   | Natalja Meschtscherjakowa | Russland    | 00:25,28 | 11. September 1994 | Rom            |
| 7   | Inge de Bruijn            | Niederlande | 00:25,06 | 19. Juli 1998      | Oakton         |
| 8   | Inge de Bruijn            | Niederlande | 00:25,01 | 09. August 1998    | São Paulo      |
| 9   | Inge de Bruijn            | Niederlande | 00:24,94 | 05. Juni 1999      | Rio de Janeiro |
| 10  | Inge de Bruijn            | Niederlande | 00:24,88 | 18. Juni 1999      | Amersfoort     |
| 11  | Inge de Bruijn            | Niederlande | 00:24,84 | 30. Juli 1999      | Istanbul       |
| 12  | Inge de Bruijn            | Niederlande | 00:24,51 | 26. Mai 2000       | Sheffield      |
| 13  | Inge de Bruijn            | Niederlande | 00:24,48 | 04. Juni 2000      | Drachten       |
| 14  | Inge de Bruijn            | Niederlande | 00:24,39 | 10. Juni 2000      | Rio de Janeiro |
| 15  | Inge de Bruijn            | Niederlande | 00:24,13 | 22. September 2000 | Sydney         |
| 16  | Marleen Veldhuis          | Niederlande | 00:24,09 | 24. März 2008      | Eindhoven      |
| 17  | Britta Steffen            | Deutschland | 00:24,06 | 17. August 2008    | Peking         |
| 18  | Marleen Veldhuis          | Niederlande | 00:23,96 | 19. April 2009     | Amsterdam      |
| 19  | Britta Steffen            | Deutschland | 00:23,73 | 02. August 2009    | Rom            |
| 19  | Sarah Sjöström            | Schweden    | 00:23,67 | 29. Juli 2017      | Budapest       |
| 19  | Sarah Sjöström            | Schweden    | 00:23,61 | 29. Juli 2023      | Fukuoka        |

(Diese Liste ist noch unvollständig)

## Kurzbahneuroparekorde Männer
| Nr. | Sportler           | Nation                          | Zeit     | Datum             | Ort        |
| --- | ------------------ | ------------------------------- | -------- | ----------------- | ---------- |
| 1   | Dano Halsall       | Schweiz                         | 00:22,04 | 29. Dezember 1987 | Saint-Paul |
| 1   | Nils Rudolph       | Deutsche Demokratische Republik | 00:22,04 | 11. Februar 1990  | Bonn       |
| 2   | Nils Rudolph       | Deutsche Demokratische Republik | 00:21,76 | 11. Februar 1990  | Bonn       |
| 3   | Alexander Popow    | Russland                        | 00:21,50 | 13. März 1994     | Desenzano  |
| 4   | Mark Foster        | Verein. Königr.                 | 00:21,48 | 10. Dezember 1998 | Sheffield  |
| 5   | Mark Foster        | Verein. Königr.                 | 00:21,31 | 10. Dezember 1998 | Sheffield  |
| 6   | Mark Foster        | Verein. Königr.                 | 00:21,24 | 21. Januar 2001   | Berlin     |
| 7   | Mark Foster        | Verein. Königr.                 | 00:21,13 | 28. Januar 2001   | Paris      |
| 8   | Frédérick Bousquet | Frankreich                      | 00:21,10 | 25. März 2004     | New York   |
| 9   | Stefan Nystrand    | Schweden                        | 00:20,93 | 18. November 2007 | Berlin     |
| 10  | Duje Draganja      | Kroatien                        | 00:20,81 | 11. April 2008    | Manchester |
| 11  | Amaury Leveaux     | Frankreich                      | 00:20,80 | 11. Dezember 2008 | Rijeka     |
| 12  | Amaury Leveaux     | Frankreich                      | 00:20,48 | 11. Dezember 2008 | Rijeka     |
| 13  | Florent Manaudou   | Frankreich                      | 00:20,26 | 5. Dezember 2014  | Doha       |

(Diese Liste ist noch unvollständig)

## Kurzbahneuroparekorde Frauen
| Nr. | Sportler              | Nation      | Zeit     | Datum             | Ort              |
| --- | --------------------- | ----------- | -------- | ----------------- | ---------------- |
| 1   | Tamara Costache       | Rumänien    | 00:24,94 | 8. Februar 1987   | Bonn             |
| 2   | Franziska van Almsick | Deutschland | 00:24,75 | 7. November 1992  | Schwäbisch Gmünd |
| 3   | Sandra Völker         | Deutschland | 00:24,67 | 10. Februar 1996  | Rostock          |
| 4   | Sandra Völker         | Deutschland | 00:24,62 | 14. Dezember 1997 | Göteborg         |
| 5   | Inge de Bruijn        | Niederlande | 00:24,38 | 12. Dezember 1998 | Sheffield        |
| 6   | Inge de Bruijn        | Niederlande | 00:24,35 | 20. Dezember 1998 | Rio de Janeiro   |
| 7   | Inge de Bruijn        | Niederlande | 00:24,28 | 3. April 1999     | Hongkong         |
| 8   | Therese Alshammar     | Schweden    | 00:24,09 | 11. Dezember 1999 | Lissabon         |
| 9   | Therese Alshammar     | Schweden    | 00:23,59 | 18. März 2000     | Athen            |
| 10  | Marleen Veldhuis      | Niederlande | 00:23,58 | 17. November 2007 | Berlin           |
| 11  | Marleen Veldhuis      | Niederlande | 00:23,25 | 13. April 2008    | Manchester       |
| 12  | Ranomi Kromowidjojo   | Niederlande | 00:23,24 | 7. August 2013    | Eindhoven        |
| 12  | Ranomi Kromowidjojo   | Niederlande | 00:23,24 | 12. Dezember 2015 | Indianapolis     |
| 12  | Sarah Sjöström        | Schweden    | 00:23,10 | 2. August 2017    | Moskau           |
| 13  | Ranomi Kromowidjojo   | Niederlande | 00:22,93 | 7. August 2017    | Berlin           |

(Diese Liste ist noch unvollständig)